# 2645 Daphne Plane
2645 Daphne Plane este un asteroid din centura principală, descoperit pe 30 august 1976 de Eleanor Helin.